# Matt Cameron
Matthew "Matt" Cameron, född 28 november 1962 i San Diego, Kalifornien, är en amerikansk rockmusiker. Cameron är känd som trummis i Soundgarden och Pearl Jam.

## Uppväxt
Cameron föddes i San Diego, Kalifornien i USA och började spela trummor som nioåring. 
Som trettonåring spelade han tillsammans med sina vänner i coverbandet Kiss (med ordet imitation skrivet under med små bokstäver). Efter att personerna bakom Kiss hört av sig och hotat med rättsliga åtgärder las bandet ner.

## Musikalisk karriär

### (1986–1997, 2010–2017) Soundgarden
Cameron flyttade till Seattle i början av 1980-talet och spelade där med bandet Skin Yard. Efter att bandets självbetitlade debutalbum spelats in blev han erbjuden jobbet som trummis i Soundgarden. Han medverkade också på projektet Temple of the Dog i början av 1990-talet för att hedra den bortgångne Andrew Wood. På albumet medverkade också Stone Gossard, Jeff Ament, Mike McCready och Eddie Vedder som senare skulle bilda Pearl Jam, ett band som Cameron senare anslöt till. Efter inspelningen av albumet hjälpte Cameron de blivande Pearl Jam-medlemmarna att spela in några demolåtar innan han återgick till Soundgarden. Cameron hann spela in fem studioalbum med Soundgarden fram tills bandets upplösning 1997. Sedan Soundgardens återförening 2010 har han spelat trummor i bandet parallellt med att spela trummor i Pearl Jam. Under 2012 släppte Soundgarden King Animal, som är bandets sjätte studioalbum och även det sjätte som Cameron medverkar på.

### (1997–1998) The Smashing Pumpkins
Inför inspelningen av The Smashing Pumpkins album Adore medverkade Cameron på sju låtar man funderade på att ha med på albumet men bara en av dessa, For Martha, kom med. Under tiden ryktades det att Cameron var en fullvärdig medlem i bandet men det dementerade han den 21 januari 1998 i ett chattrum där han avslöjade att han inte hade några förhoppningar om att spela med bandet.

### (1998–2025) Pearl Jam
Efter Soundgardens splittrades fortsatte Cameron (under pseudonymen Ted Dameron) att spela ihop med Soundgardens basist Ben Shepherd i bandet Wellwater Conspiracy. Bandet var från början tänkt att enbart vara ett sidoprojekt men man har trots det hunnit med att spela in fyra album.
Samtidigt fick Cameron erbjudande om att bli trummis i Pearl Jam sedan den förre trummisen Jack Irons tvingats lämna bandet. Cameron har varit medlem i Pearl Jam sedan dess. Han har också skrivit några låtar som är med på de album som gruppen släppt under senare år:
- Evacuation (Binaural) - musik
- In The Moonlight (Lost Dogs) - text och musik
- Save You (Riot Act) - musik tillsammans med Ament, McCready, Gossard och Vedder
- Cropduster (Riot Act) - musik
- You Are (Riot Act) - text tillsammans med Vedder och musik
- Get Right (Riot Act) - text och musik
- Unemployable (Pearl Jam) - musik tillsammans med McCready

### Andra projekt
1978 sjöng Cameron, under pseudonymen Foo Carmeron, låten Puberty Love i filmen Mördartomaterna anfaller. I början av 1980-talet flyttade han till Seattle och spelade i band som Feedback och Skin Yard. Han har även medverkat på Geddy Lees soloalbum My Favourite Headache från 2000, Chris Cornells soloalbum Euphoria Morning och Elevens album Thunk. Cameron har också medverkat på soundtracket till filmen Spider-Man från 2002 med låten Hero
Trots att han spelar i ett rockband avslöjade Cameron 1989 att han inte var ett stort rockfan när han växte upp utan att han mer gillade jazz. Han spelade i det jazzinfluerade sidoprojektet Tone Dogs i början av 1990-talet. Cameron tycker också mycket om psykedelisk garagerock något som han spelar med sidoprojektet Wellwater Conspiracy.

## Personligt
Matt Cameron är nära vän med den kanadensiska rockgruppen Our Lady Peace trummis Jeremy Taggart. När Taggart bröt benet under inspelningen av skivan Spiritual Machines år 2000 hoppade Matt in och spelade trummor. När Cameron inte kunde var med på inspelningen av låten Hero till Spider-Manfilmen hoppade Taggart in och returnerade tjänsten.
Cameron bor för närvarande i Woodway, Washington i USA med sin fru April och sin son Ray.